# Ruhans
Ruhans est une commune française située dans le département de la Haute-Saône, la région culturelle et historique de Franche-Comté et la région administrative Bourgogne-Franche-Comté.

## Géographie

### Localisation
Construit sur une élévation, le village de Ruhans domine les deux hameaux de Millaudon et La Villedieu-lès-Quenoche.
Le village est traversé par le cours d'eau La Quenoche (nom de la commune limitrophe).
Il est traversé par la route départementale 82 reliant la route nationale 57 à hauteur de Quenoche à Loulans-Verchamp.
Le territoire de la commune est limitrophe de ceux de six communes :
|          | Authoison | Villers-Pater       |
| Quenoche | Ruhans    | Beaumotte-Aubertans |
| Rioz     | Cirey     |                     |

### Climat
Pour des articles plus généraux, voir Climat de la Bourgogne-Franche-Comté et Climat de la Haute-Saône.
En 2010, le climat de la commune est de type climat de montagne, selon une étude du Centre national de la recherche scientifique s'appuyant sur une série de données couvrant la période 1971-2000. En 2020, Météo-France publie une typologie des climats de la France métropolitaine dans laquelle la commune est exposée à un climat semi-continental et est dans la région climatique  Lorraine, plateau de Langres, Morvan, caractérisée par un hiver rude (1,5 °C), des vents modérés et des brouillards fréquents en automne et hiver. 
Pour la période 1971-2000, la température annuelle moyenne est de 10,1 °C, avec une amplitude thermique annuelle de 17,2 °C. Le cumul annuel moyen de précipitations est de 1 037 mm, avec 13,2 jours de précipitations en janvier et 9,8 jours en juillet. Pour la période 1991-2020, la température moyenne annuelle observée sur la station météorologique de Météo-France la plus proche, « Rioz », sur la commune de Rioz à 6 km à vol d'oiseau, est de 11,2 °C et le cumul annuel moyen de précipitations est de 1 084,6 mm. 
La température maximale relevée sur cette station est de 39,6 °C, atteinte le 25 juillet 2019 ; la température minimale est de −21,8 °C, atteinte le 20 décembre 2009,,. 
Les paramètres climatiques de la commune ont été estimés pour le milieu du siècle (2041-2070) selon différents scénarios d'émission de gaz à effet de serre à partir des nouvelles projections climatiques de référence DRIAS-2020. Ils sont consultables sur un site dédié publié par Météo-France en novembre 2022.

## Urbanisme

### Typologie
Au 1er janvier 2024, Ruhans est catégorisée commune rurale à habitat dispersé, selon la nouvelle grille communale de densité à sept niveaux définie par l'Insee en 2022.
Elle est située hors unité urbaine. Par ailleurs la commune fait partie de l'aire d'attraction de Besançon, dont elle est une commune de la couronne,. Cette aire, qui regroupe 310 communes, est catégorisée dans les aires de 200 000 à moins de 700 000 habitants,.

### Occupation des sols
L'occupation des sols de la commune, telle qu'elle ressort de la base de données européenne d’occupation biophysique des sols Corine Land Cover (CLC), est marquée par l'importance des forêts et milieux semi-naturels (60,7 % en 2018), une proportion identique à celle de 1990 (60,7 %). La répartition détaillée en 2018 est la suivante : 
forêts (60,7 %), zones agricoles hétérogènes (24,8 %), terres arables (11,7 %), prairies (2,7 %). L'évolution de l’occupation des sols de la commune et de ses infrastructures peut être observée sur les différentes représentations cartographiques du territoire : la carte de Cassini (XVIIIe siècle), la carte d'état-major (1820-1866) et les cartes ou photos aériennes de l'IGN pour la période actuelle (1950 à aujourd'hui).

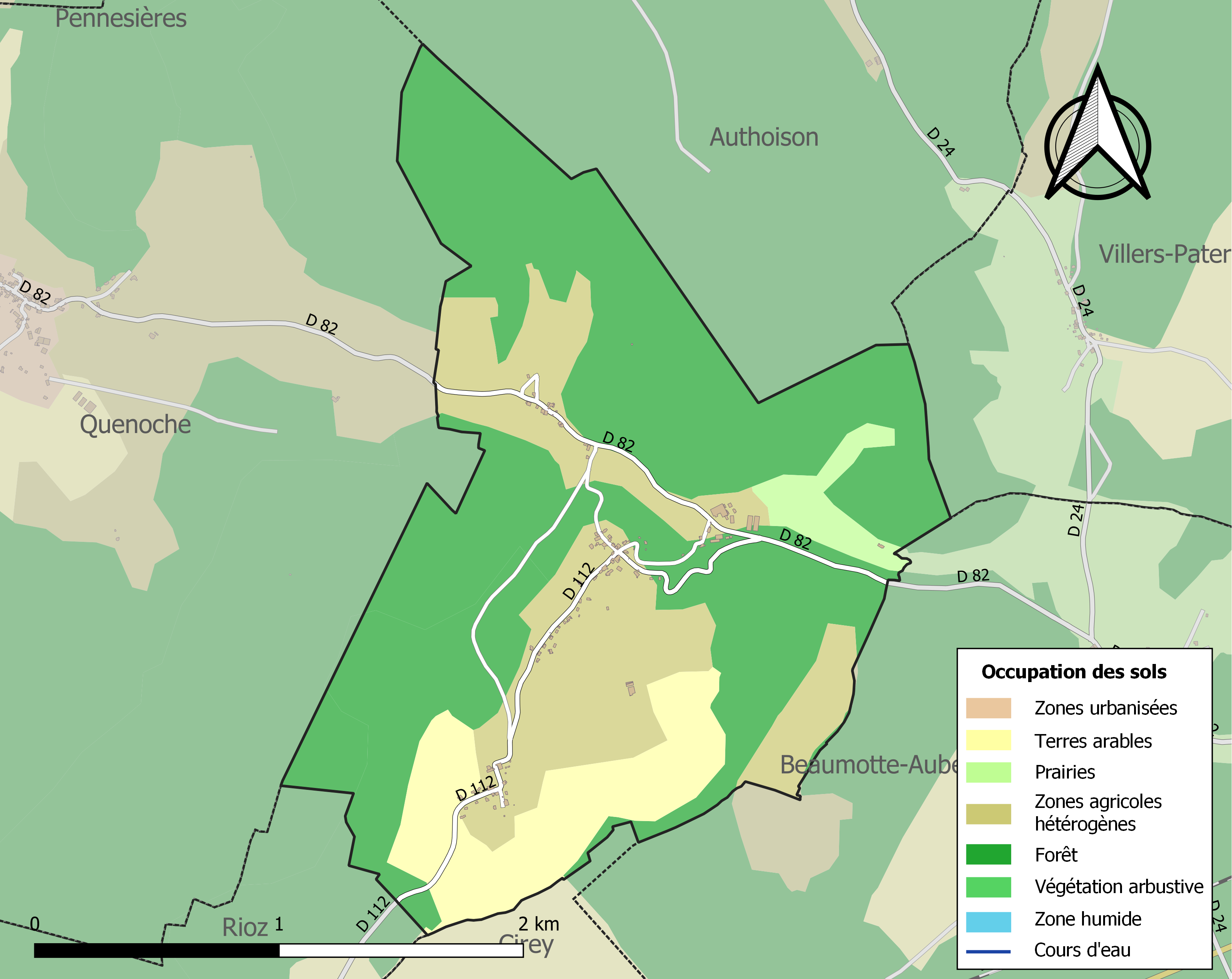
Carte des infrastructures et de l'occupation des sols de la commune en 2018 (CLC).

## Toponymie
Au fil des siècles, le nom de la commune s’écrivait Ruyant en 1231, Ruant en 1264, Ruans en 1614 et enfin Ruhans à partir de 1753.

## Histoire
Au lieu-dit la Combe Leonard, des travaux ont mis au jour, en 1890, les restes d’une vaste construction paraissant avoir été détruite par le feu et qu’on a pensé être une villa gallo-romaine.
Ruhans faisait partie de la baronnie de Fondremand. Ruhans et La Villedieu étaient annexes de Dampierre-lès-Montbozon, membre de la commanderie de La Villedieu-en-Fontenette.
Du doyenné de Rioz jusqu’à son démembrement en 1766, Ruhans faisait partie de la paroisse de Quenoche. Succursale par décret du 30 septembre 1807. Desservie ensuite par le curé d’Authoison, église sous le titre de Saint Pierre.
Contrairement à certaines rumeurs, l’ordre des Templiers n’eut jamais d’établissement à Ruhans.

### Millaudon
Hameau qui était communauté jusqu’en 1790 (36 habitants) et fut réuni à la commune de Ruhans. Il dépendait de la terre de Fondremand. Au pied de la forêt, était construite une ancienne chapelle dédiée à saint Isidore. Le clocher s’écroula, les habitants démolirent le reste pour s’en partager les matériaux.

### La Villedieu-lès-Quenoche
Commune en 1790 (76 habitants), maintenue en l’An 8, réunie à la commune de Ruhans par arrêté préfectoral du 16 février 1965.
Les Hospitaliers de Saint Jean de Jérusalem, puis l’ordre de Malte y avaient une maison et des terres.

## Politique et administration

### Rattachements administratifs et électoraux
La commune fait partie de l'arrondissement de Vesoul du département de la Haute-Saône, en région Bourgogne-Franche-Comté. Pour l'élection des députés, elle dépend de la deuxième circonscription de la Haute-Saône.
Loulans-Verchamp faisait partie depuis 1801 du canton de Montbozon. Dans le cadre du redécoupage cantonal de 2014 en France, la commune est désormais rattachée au canton de Rioz.

### Intercommunalité
La commune est membre de la communauté de communes du Pays Riolais, créée le 29 décembre 1999.

### Liste des maires
| Période                                  | Période  | Identité        | Étiquette | Qualité                        |
| ---------------------------------------- | -------- | --------------- | --------- | ------------------------------ |
| Les données manquantes sont à compléter. |          |                 |           |                                |
| av.1962                                  | ?        | Denis Mataillet | Radical   | Exploitant forestier           |
| mars 2001                                | En cours | Serge Girard    |           | Réélu pour le mandat 2014-2020 |

## Population et société

### Démographie
L'évolution du nombre d'habitants est connue à travers les recensements de la population effectués dans la commune depuis 1793. Pour les communes de moins de 10 000 habitants, une enquête de recensement portant sur toute la population est réalisée tous les cinq ans, les populations de référence des années intermédiaires étant quant à elles estimées par interpolation ou extrapolation. Pour la commune, le premier recensement exhaustif entrant dans le cadre du nouveau dispositif a été réalisé en 2004.

En 2022, la commune comptait 149 habitants, en évolution de −5,7 % par rapport à 2016 (Haute-Saône : −1,4 %, France hors Mayotte : +2,11 %).
| 1793 | 1800 | 1806 | 1821 | 1831 | 1836 | 1841 | 1846 | 1851 |
| ---- | ---- | ---- | ---- | ---- | ---- | ---- | ---- | ---- |
| 123  | 161  | 165  | 156  | 197  | 149  | 154  | 131  | 125  |

| 1856 | 1861 | 1866 | 1872 | 1876 | 1881 | 1886 | 1891 | 1896 |
| ---- | ---- | ---- | ---- | ---- | ---- | ---- | ---- | ---- |
| 114  | 118  | 121  | 109  | 121  | 119  | 114  | 99   | 93   |

| 1901 | 1906 | 1911 | 1921 | 1926 | 1931 | 1936 | 1946 | 1954 |
| ---- | ---- | ---- | ---- | ---- | ---- | ---- | ---- | ---- |
| 88   | 93   | 81   | 88   | 70   | 65   | 54   | 64   | 83   |

| 1962 | 1968 | 1975 | 1982 | 1990 | 1999 | 2004 | 2006 | 2009 |
| ---- | ---- | ---- | ---- | ---- | ---- | ---- | ---- | ---- |
| 93   | 89   | 75   | 111  | 105  | 111  | 128  | 134  | 146  |

| 2014 | 2019 | 2022 | - | - | - | - | - | - |
| ---- | ---- | ---- | - | - | - | - | - | - |
| 161  | 148  | 149  | - | - | - | - | - | - |

## Culture locale et patrimoine

### Lieux et monuments
- Les trois Fontaines-lavoirs de Ruhans.
- L’église Saint-Pierre a été construite en 1769-1770, sauf le clocher qui date du milieu du XIXe siècle. Son plan en croix latine est typique de cette époque avec un transept peu marqué. Le clocher-porche carré est couvert d'un toit pyramidal et abrite une une cloche moderne. Le portail en plein-cintre, surmonté d'un fronton triangulaire ouvre sur un porche plafonné. La nef unique de deux travées est voûtée en berceau à doubleaux sur pilastre doriques engagés. À gauche, une chaire ovale peinte en faux marbre présente les quatre évangélistes en bas-relief de bois doré. Petit transept avec un autel latéral et un retable pour les fonts. Sanctuaire à une travée et chevet plat. Autel néo-gothique en stuc, garniture en cuivre estampé XVIIIe. derrière l’autel, grande toile XIXe représentant le Christ remettant les clés à Saint Pierre, encadrée de deux colonnes cannelées, restes d’un retable XVIIIè.

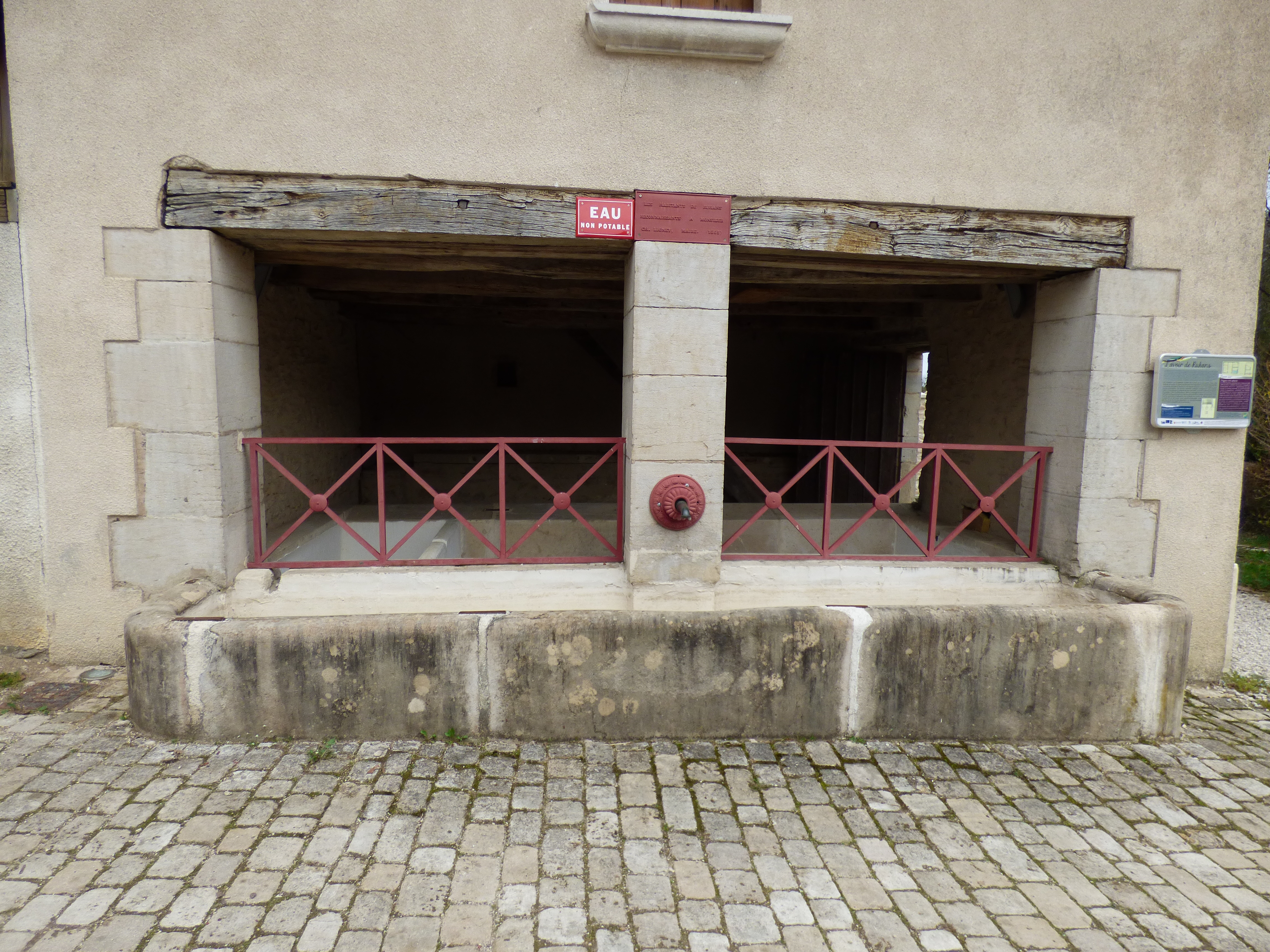
Lavoir de Ruhans.
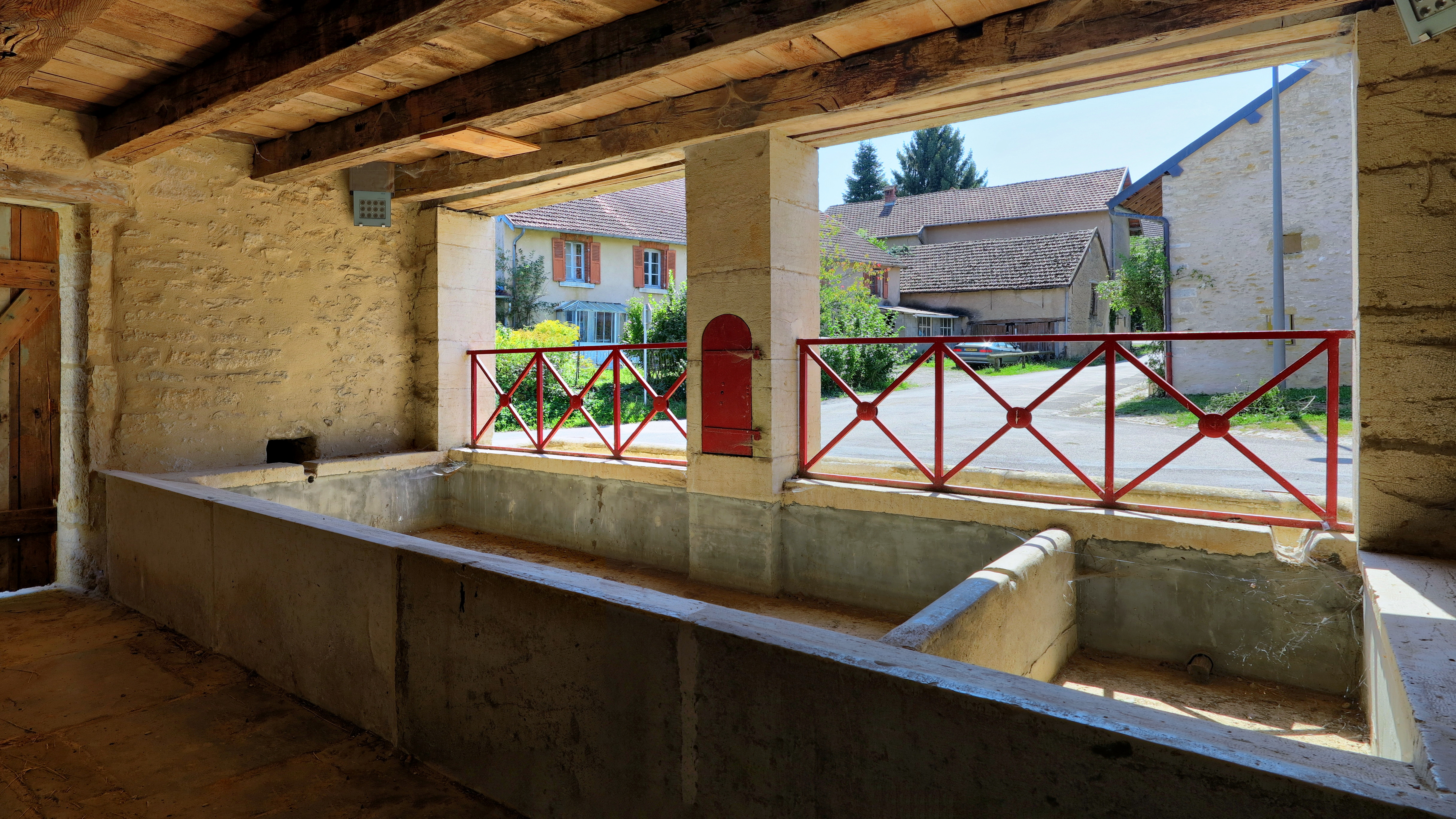
Vue intérieure du lavoir de Ruhans.
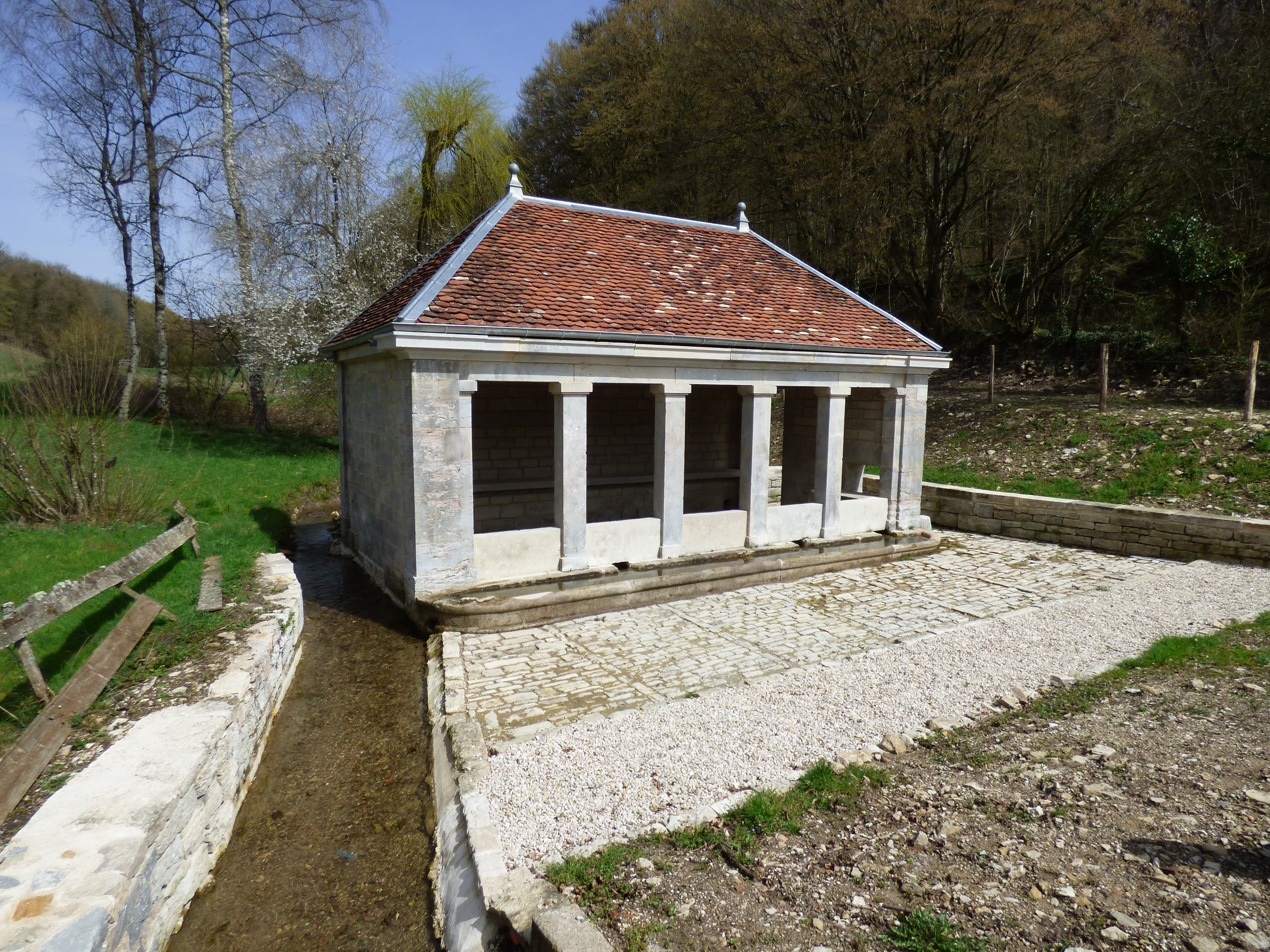
Lavoir de Millaudon.
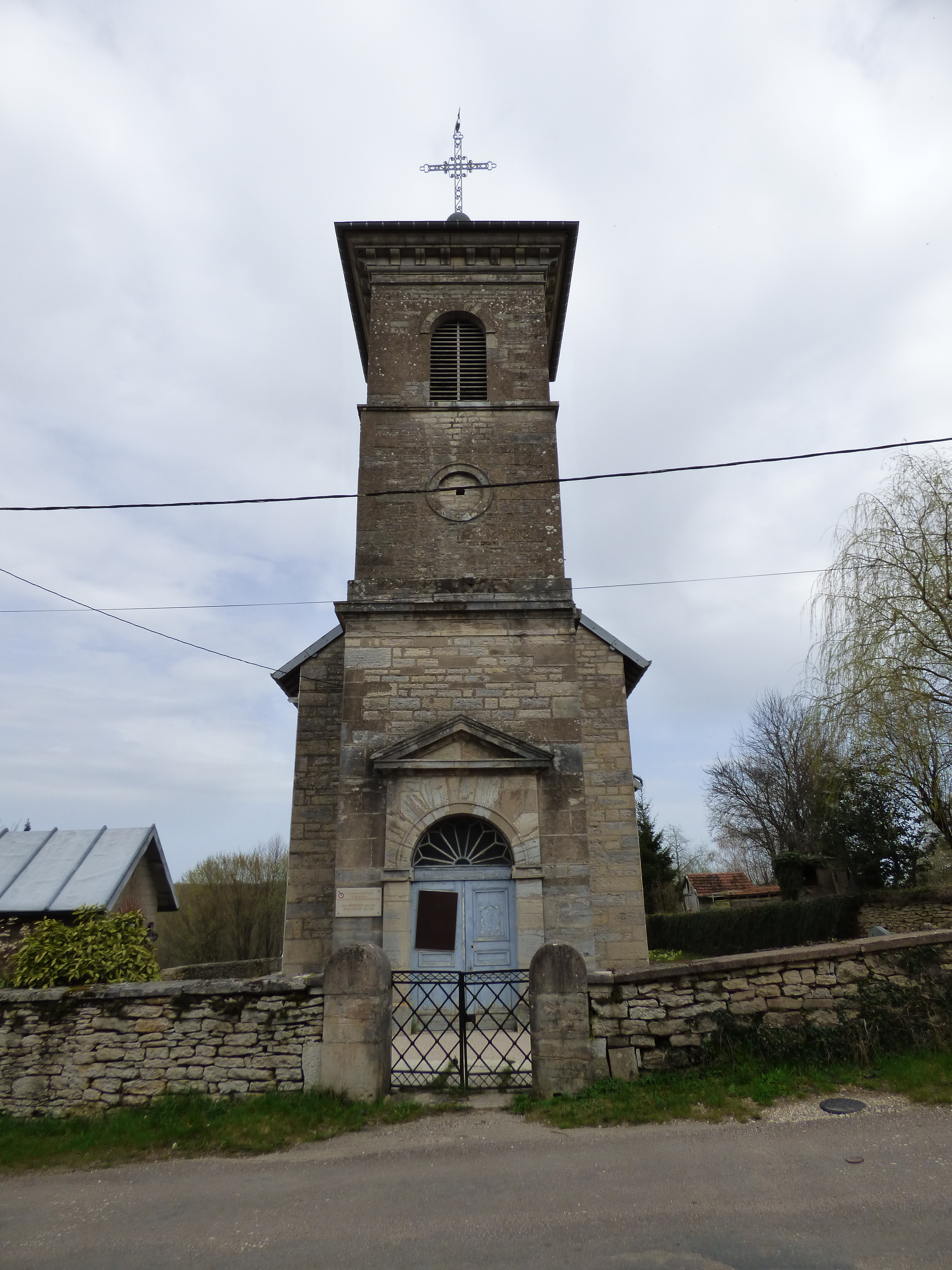
L'église.
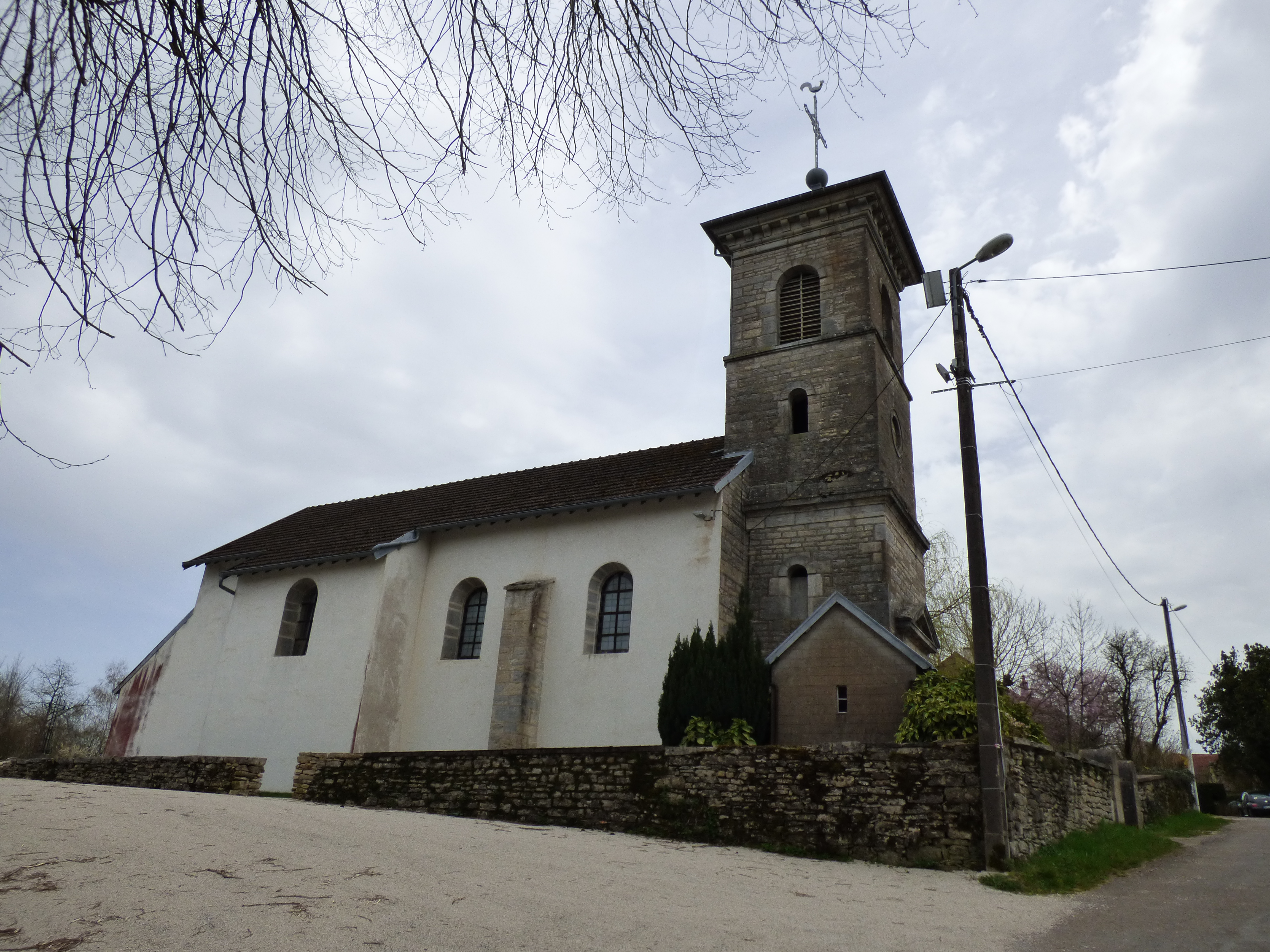
L'église.

### Galerie de photographies

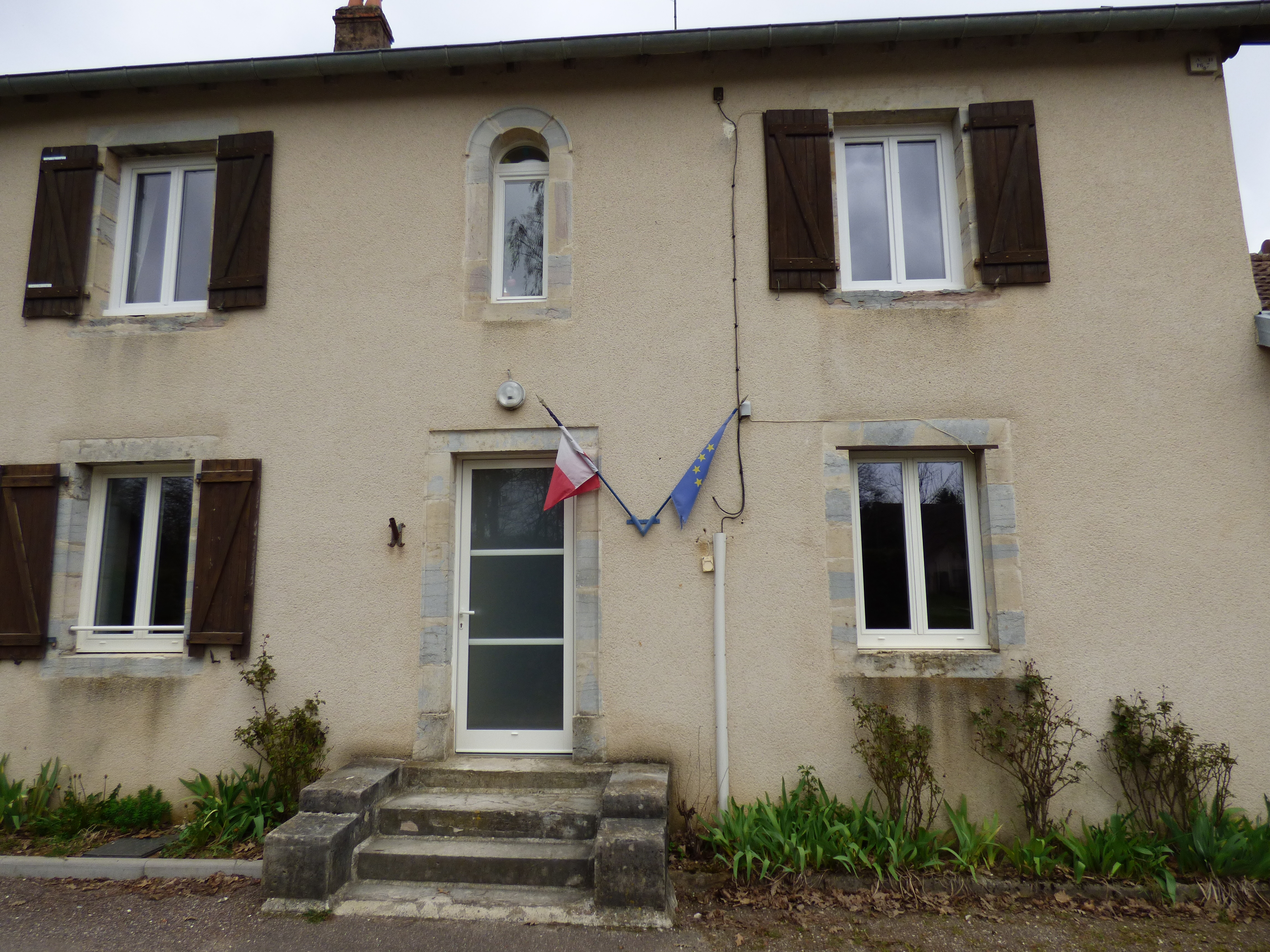
Mairie
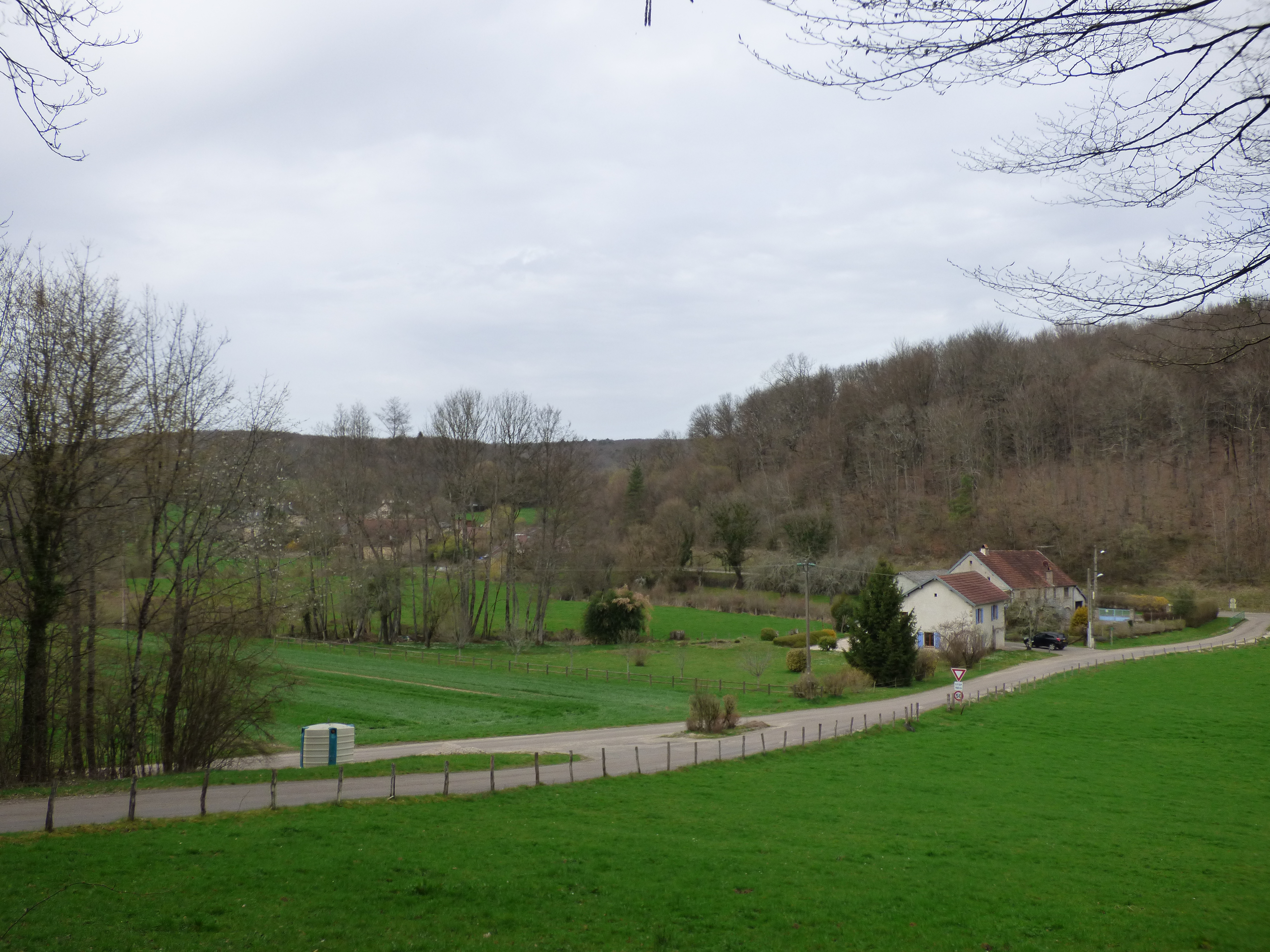
Hameau de Millaudon
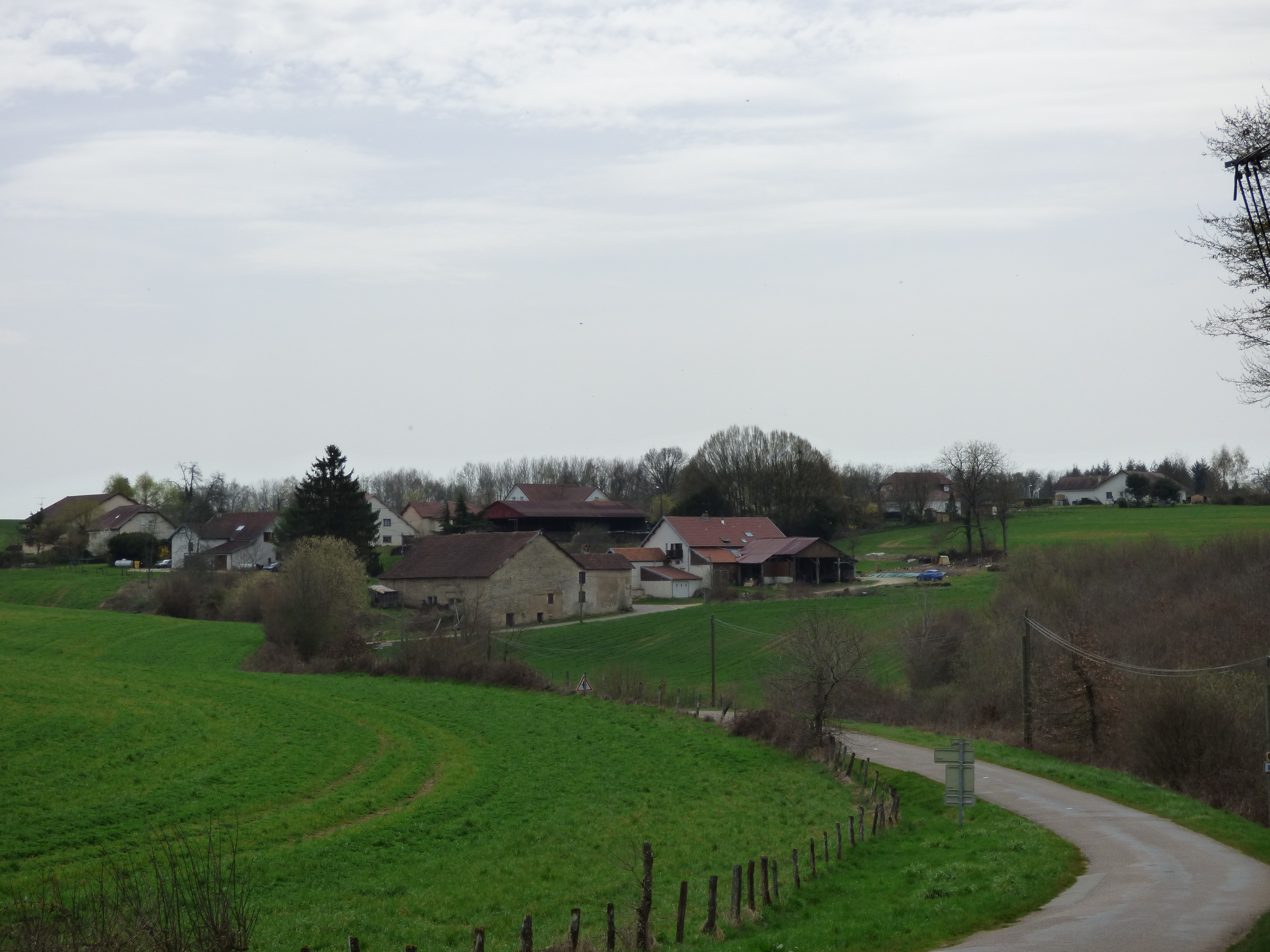
Hameau de la Villedieu-les-Quenoche